# Тропічний клімат

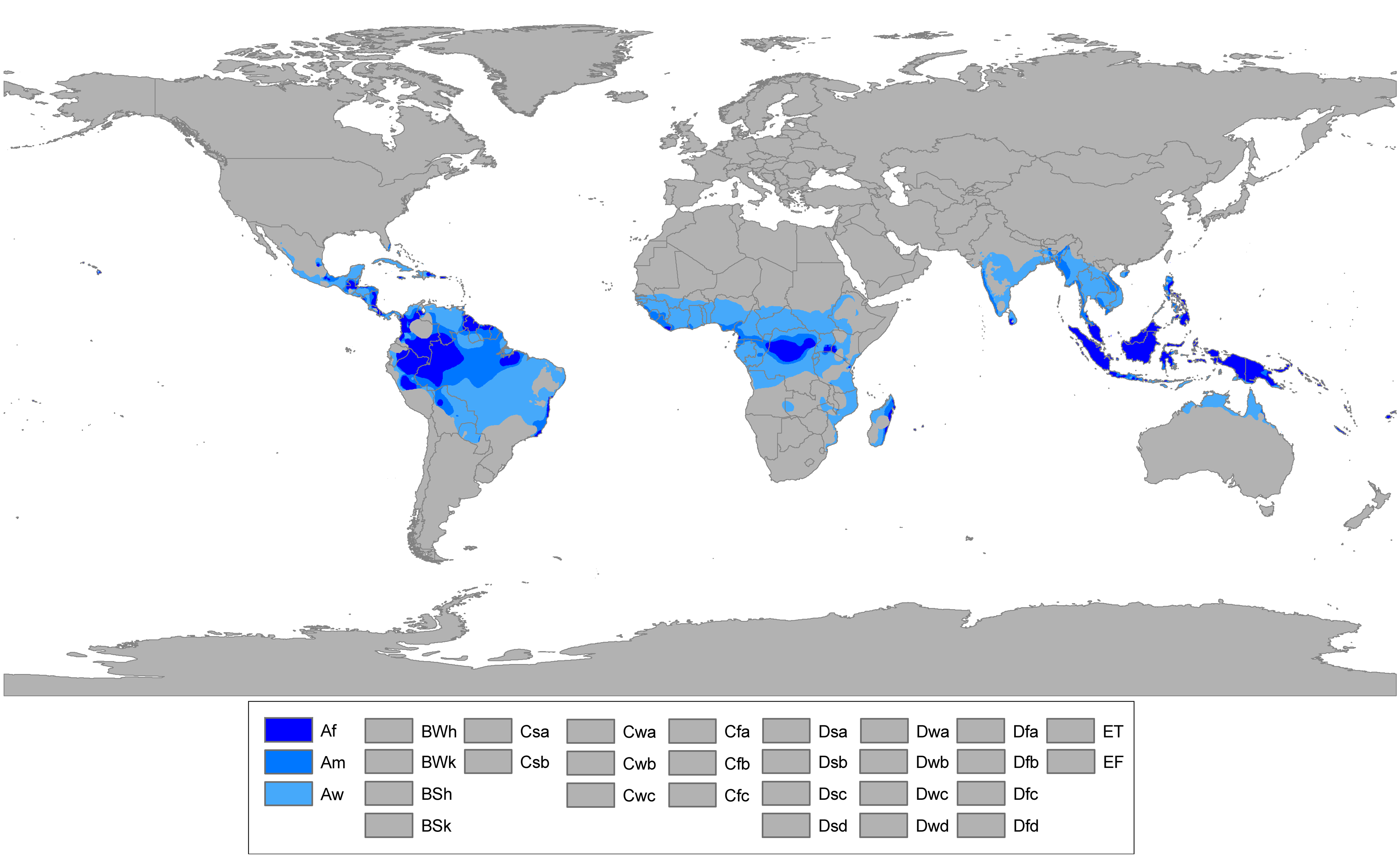
Тропічний клімат вологих лісів
Мусонний клімат
Саванний клімат

Тропічний клімат — клімат тропічних широт, як правило сухий і спекотний. Формується протягом всього року під впливом областей підвищеного тиску субтропічних поясів і пассатної циркуляції над океанами і депресіями термічного походження над материками.
Клімат відрізняється перевагою малохмарної погоди, малою кількістю опадів (як правило менше 200 мм на рік), високими температурами повітря (від 10 °C взимку до 35 °C влітку), наявністю полюсів тепла земної кулі. В рельєфі переважають ландшафти пустель і напівпустель.